# Сломленный человек
«Сломленный человек» (англ. The Broken Man) — седьмой эпизод шестого сезона фэнтезийного сериала канала HBO «Игра престолов» и 57-й во всём сериале. Сценарий к эпизоду написал Брайан Когман, а режиссёром стал Марк Майлод. Премьера состоялась 5 июня 2016 года.
«Сломленный человек» получил похвалу от критиков, которые отметили долгожданное возвращение Сандора Клигана, введение новых персонажей, таких как Лианна Мормонт, и осаду Риверрана как яркие моменты эпизода. Название серии является отсылкой к речи, произнесённой септоном Мерибальдом, персонажем из цикла «Песнь Льда и Огня», которого также использовали для создания персонажа Рэя. В США во время оригинального показа эпизод посмотрели 7,8 миллиона зрителей.

## Сюжет

### На Севере
Джон (Кит Харингтон), Санса (Софи Тёрнер) и Давос (Лиам Каннингем) начинают искать союзников, чтобы отвоевать Винтерфелл у Болтонов. Сначала им удаётся заручиться помощью одичалых, которые всё ещё в долгу перед Джоном за то, что он спас их в Суровом Доме, и которые знают, что Болтоны уничтожат их, если они ничего не сделают. После того как Давос обрисовывает молодой Лианне Мормонт (Белла Рамзи) надвигающуюся на весь Север опасность, которую представляют Белые Ходоки, к ним присоединяется Дом Мормонтов. Однако им не удаётся убедить выступить на своей стороне Дом Гловеров: лорд Робетт Гловер (Тим МакИннерни) указывает на то, что Роббу Старку не удалось защитить его дом от Железнорождённых.
В конце концов, Джону и Сансе удаётся привлечь на свою сторону лишь несколько мелких домов, добавив только пару сотен солдат к своей армии. Несмотря на то, что они в меньшинстве, Джон твёрдо намерен атаковать Винтерфелл как можно скорее, прежде чем Болтоны соберут больше сил и до ухудшения погоды. Санса предлагает вместо этого попробовать склонить к союзу ещё несколько домов Севера, но Джон непреклонен, и Санса тайком от брата пишет письмо неизвестному адресату.

### В Королевской Гавани
Его Воробейшество (Джонатан Прайс) напоминает королеве Маргери (Натали Дормер), что она должна родить наследника королю Томмену, а свою бабушку Оленну (Дайана Ригг) обратить в веру, намекая, что в противном случае безопасность пожилой леди не будет гарантирована. В присутствии септы Унеллы Маргери встречается с Оленной, которая пытается убедить её покинуть Королевскую Гавань и вернуться в Хайгарден. Внучка отказывается, заявляя, что её место как королевы — рядом с королём Томменом. Оленна, видя, что не может переубедить Маргери, неохотно соглашается. Маргери просит бабушку вернуться в Хайгарден и усиленно молиться. Якобы в порыве нежности молодая женщина берёт в свои руки бабушкины и тайно передаёт ей клочок бумаги с гербом Дома Тиреллов -— знак того, что она по-прежнему верна своей семье. Оленна в ужасе от понимания истинного положения своей внучки. Вечером Серсея (Лина Хиди) пытается убедить Оленну Тирелл остаться и бороться вместе с Ланнистерами против Воробьёв. Оленна отвечает, что они уже проиграли, а приход Воробьёв к власти был вызван глупостью Серсеи: она так боялась, что власть перехватит молодая королева, что отдала эту власть прямо в руки Его Воробейшества.
Несмотря на отсутствие союзников в Королевской Гавани, Серсея решает остаться и бороться.

### В Волантисе
Теон (Альфи Аллен) и Яра (Джемма Уилан) с сотней лучших кораблей железного флота приходят в Волантис, чтобы пополнить запасы. Яра, которая наслаждается компанией волантийской проститутки, пытается приободрить Теона, чтобы он вернул себе прежнюю личность и уверенность в себе, так как ей понадобится его помощь, чтобы отвоевать Железные острова у Эурона. Затем она раскрывает Теону, что планирует добраться на железном флоте до Миэрина и заключить союз с Дейенерис, прежде чем это сможет сделать Эурон.

### В Браавосе
Спеша покинуть Браавос, Арья (Мэйси Уильямс) покупает себе место на корабле вестеросского торговца. Но оставшихся до отплытия часов хватает, чтобы на неё напала Бродяжка (Фэй Марсей) в личине старухи. Она несколько раз бьёт Арью ножом в живот, но девочка спрыгивает с моста, на котором всё происходит, в канал. Вынырнув в укромном месте, она зажимает раны руками и, шатаясь, бредёт по улицам Браавоса.

### В Речных Землях
Джейме (Николай Костер-Вальдау) и Бронн (Джером Флинн) ведут армию Ланнистеров к воротам Риверрана, где Лотар Фрей (Дэниел Туит) и Уолдер Риверс (Тим Плестер) пытаются вынудить Чёрную рыбу (Клайв Расселл) сдать замок, угрожая перерезать горло его племяннику, Эдмуру Талли (Тобайас Мензис). Чёрная рыба отказывается сдаваться и предлагает им исполнить угрозу. Он точно знает, что Фреи не убьют Эдмура, так как он их единственный козырь. Недовольный некомпетентностью Фреев, Джейме берет осаду под своё командование, приказывает вымыть и накормить Эдмура и выходит на переговоры с Чёрной рыбой, предупреждая его, что Ланнистеры не проявят милосердия к Талли, если они не сдадут замок. Чёрную рыбу не удаётся запугать угрозами, и он предлагает Джейме попытаться захватить замок, который может спокойно выдерживать осаду ещё два года.
Сандор Клиган (Рори Макканн), также известный как Пёс, оказывается, выжил и теперь живёт среди небольшой группы селян-беженцев. Их лидер, раскаявшийся воин по имени Рэй (Иэн Макшейн), ставший самозваным септоном, говорит с Сандором, вспоминая, как нашёл его, находившегося на грани между жизнью и смертью, и выхаживал, не особо надеясь на успех. Рэй уверен, что страдания Сандора искупили его злые деяния. Однако Пёс всё ещё чувствует вину за свои прошлые грехи. На собрание общины наезжают на конях трое мужчин из Братства без Знамён и пытаются вытребовать что-нибудь у селян. Узнав, что у тех нет ничего стоящего, они поворачивают. Сандор предупреждает Рэя, что Братство вернётся, но Рэй отказывается готовиться к самообороне. Спустя некоторое время Клиган уходит в лес за хворостом, а когда возвращается, то обнаруживает, что все жители перебиты, а Рэй повешен на каркасе септы, которую строила община. Рассвирепев, Сандор берёт топор и уходит.

## Производство

### Написание
Сценарий к «Сломленному человеку» был написан Брайаном Когманом. Это второй в сезоне эпизод написанный этим автором, первым же был эпизод «Кровь моей крови», предыдущий в сезоне.
Некоторые элементы в эпизоде основаны на предстоящем шестом романе из цикла «Песнь Льда и Огня», «Ветра зимы», автор которого, Джордж Р. Р. Мартин, надеялся завершить его до того, как шестой эпизод выйдет в эфир.
Он также адаптирует главу «Джейме VI» из «Пира стервятников». Название эпизода ссылается на речь, произнесенную Септоном Мерибальдом, персонажем из цикла «Песнь Льда и Огня», который также послужил прототипом для персонажа Рэя. В интервью для «Entertainment Weekly», Когман заявил: «Сама речь не появилась в эпизоде, но ей вдохновлен персонаж и некоторые фразы из его диалога. Так что название серии является реверансом в сторону этой речи». Он сравнил это с эпизодом второго сезона, «Призрак Харренхола», чьё название также является отсылкой к книге, но не было упомянуто в эпизоде. Иэн Макшейн, исполнивший роль Рэя, упомянул сценарий эпизода в отношении своего участия в сериале, отметив: «Они написали двухстраничную речь — вот почему они позвали меня. Это большой монолог, как в „Дедвуде“, и им нужен был кто-то, кто мог с ним справиться. Речь была действительно хорошо написана».
В приложении «Inside the Episode», опубликованном HBO вскоре после выхода «Сломленного человека» в эфир, создатели сериала Дэвид Бениофф и Д. Б. Уайсс рассказали о некоторых мыслях, стоящих за мотивацией персонажей, играющих заметную роль в этом эпизоде. Дэвид Бениофф начал с Сандора «Пса» Клигана, сказав: «Я думаю, что близость к смерти изменит кого угодно, и это точно изменило Сандора Клигана. Теперь он более вдумчивый человек, чем когда мы видели его в последний раз; он, вероятно, лучше осознает свои слабости, он знает, насколько близок был смерти, и он действительно думает о прошлом так, как никогда раньше не думал». Уайсс продолжил: «Несчастная, ужасная реальность того рода пацифизма, который проповедует Рэй, часто самоубийственна, когда вы находитесь в центре такого мира, в котором они все находятся. Есть нечто печальное в том факте, что этому человеку, отчаянно пытавшемуся уйти от того, кем он был, не остаётся никакого другого выбора, кроме как идти полным ходом назад к тому, чем он является на самом деле, то есть убийцей».
Д. Б. Уайсс также рассказал о введении Лианны Мормонт в сериал: «Мы были взволнованы появлением этого персонажа, потому что о ней упоминали вскользь в предыдущем сезоне», имея в виду её письмо Станнису, об отказе ему в людях и присяге на верность Дому Старков. Уайсс добавил: «Мы много думали об этом, Джон столкнется с таким большим числом старых бородатых парней на Севере, что подумали: 'А что если она будет ещё жёстче, чем они?' Казалось, что сцена будет забавной сама по себе, но в то же время было страшно, потому что это существенное бремя на плечи актера, который должен быть очень молодым». Дэвид Бениофф завершил приложение рассказом об истории Железнорождённых, отметив: «Яра не терапевт, в нашем понимании этого слова, она там не для того, чтобы говорить ему „не падай духом“ или „всё будет в порядке“, это довольно жестокий вид терапии, но они те, кто они есть, я имею в виду, что они по сути являются викингами. Там нет места для этакой мягкой нежной психологии. Я думаю, что это такая жёсткая любовь, которая необходима Теону в данный момент, и когда он, наконец, поднимает глаза и смотрит ей в глаза, мы мельком видим прежнего Теона, который так долго был потерян».
В отношении различных историй в течение эпизодов, а также количества времени, прошедшего в каждой из них, Когман заявил: «Временные линии между различными сюжетными линиями не обязательно выстраиваются в данном эпизоде. Например: „Северный тур“, к которому приступают Джон и Санса, занял бы пару недель, но сюжетная линия Арьи за последние несколько эпизодов охватывает лишь несколько дней. Некоторое время назад мы поняли, что если бы мы связали себе руки, пытаясь выстроить все линии „сюжетных дней“ между всеми персонажами, то динамика пострадала бы».
Это четвёртый эпизод в сериале, который использует технику «cold open», когда показывают отрывок сериала до начала вступительных титр. Первыми тремя являются премьера сериала, «Зима близко», премьера третьего сезона, «Валар Дохаэрис», и премьера четвёртого сезона, «Два меча». Брайан Когман заявил, что они посчитали необходимым использовать сцену до начальных титр из-за повторного введения Рори Макканна, сказав: «Мы решили, что его появление будет более впечатляющим, если сначала зрители увидят не имя [Макканна] в начальных титрах».

### Кастинг
Эпизод также подчёркивает возвращение нескольких персонажей из предыдущих сезонов, а также введение новых, которые были либо ранее в шоу упомянуты, либо имели какое-то отношение к устоявшимся персонажам. Рори Макканн, который изображал Сандора «Пса» Клигана с начала сериала до финального эпизода четвёртого сезона, «Дети», вернулся как актёр основного состава. Макканн ранее высказывал предположение о возвращении Пса, сказав в интервью с «Access Hollywood» в 2014 году: «Всегда есть надежда». Брайан Когман раскрыл в интервью с «Entertainment Weekly», что всегда был план вернуть Пса, но способ его повторного введение не всегда был полностью известен.
Сюжетная линия вокруг Осады Риверрана включала в себя повторное введение ещё одного персонажа. Клайв Расселл вернулся в роли Бриндена «Чёрной рыбы» Талли, который в последний раз появился в шоу в эпизоде третьего сезона «Рейны из Кастамере», в котором происходила Красная свадьба, и Чёрной рыбе удалось успешно сбежать. В интервью с IGN, Клайв Расселл заявил, что он надеялся вернуться к роли, сказав: «Я надеялся, что он вернётся, потому что он вновь появляется в книгах. Но они делают сериал не по книгам, так как нету книги, по которой они это делают. Я надеялся, что это произойдёт. Не думаю, что я был удивлён, что это произойдёт, потому что они возвращают всех возможных людей во всевозможные времена. Но вернуться было хорошо, должен сказать».
Иэн Макшейн, который ранее играл в сериале канала HBO «Дедвуд», появился в качестве приглашённой звезды в этом эпизоде в роли Рэя. Его кастинг для сериала объявлен в августе 2015 года. В то время, Макшейн описал свою роль шоу как лидер культа мира, также являющийся бывший воином, который с тех пор отказался от насилия, и Макшейн также отметил, что он «всего лишь на один раз». Макшейн также раскрыл, что его персонаж «вернёт полюбившегося персонажа, которого все считают мёртвым», что заставило многих предполагать, что он либо сыграет роль в возвращении Джона Сноу, либо Пса, чья судьба также была поставлена под сомнение с момента его исчезновения. Брайан Когман заявил, что персонаж Рэя является комбинацией нескольких различных персонажей из «Песни Льда и Огня», среди которых совершенно очевидны Старший брат и септон Мерибальд.
На роли лидеров двух различных Домов, которые пытаются объединить Джон Сноу, Санса Старк и Давос Сиворт, чтобы идти против Болтонов, были взяты Тим МакИннерни и Белла Рамзи, которые сыграли Робетта Гловера и Лианну Мормонт, соответственно. По поводу Беллы Рамзи, Когман отметил: «Белла потрясающая молодая актриса — весь актёрский состав и съёмочная группа были очень впечатлены. Думаю, как и то, что персонаж делал с Джоном, Сансой и Давосом, Белла держала Кита, Софи и Лиама в напряжении!».
Джером Флинн, который изображает Бронна в сериале, впервые появился в этом сезоне, последний раз появившись в финале пятого сезона, «Милосердие Матери».

### Съёмки
Режиссёром «Сломленного человека» стал Марк Майлод. Майлод ранее снял два эпизода пятого сезона, «Его Воробейшество» и «Сыны Гарпии». Майлод также снял последующий эпизод, «Никто», для шестого сезона.
В интервью «Entertainment Weekly» Иэна Макшейна спрашивали о процессе съёмок финальной сцены, где его показывают повешенным после того, как его убило Братство, и Макшейн сказал, что съёмки сцены были «очень лёгкими. Вам просто нужно задержать дыхание на 10 секунд и выглядеть для них довольно мёртвым, чтобы всё получилось». Он также отметил в интервью: «Я был в восторге от работы с Рори, а также с режиссёром. Весь опыт продлился пять дней в Белфасте и мне это очень понравилось». Перед началом сезона, в августе 2015 года, появились сообщения о том, что Рори Макканна заметили в отеле, часто посещаемом актёрами во время съёмок сериала, в Белфасте. Макканн, чей персонаж часто рубил дрова в эпизоде, ранее рассказал в интервью о своей ранней карьере, связанной с рубкой деревьев, раскрыв: «Я был дровосеком в течение многих лет».
Съёмки сцен Риверрана начались в октябре 2015 года и привели к нескольким жалобам от местных жителей, живущих в этом районе, из-за строительства части замка Талли. Съёмки сцен происходили в Корбете, графстве Даун, Северной Ирландии. Из-за некоторых опасений по поводу размера здания съёмки не могли состояться, пока местные инспекторы не смогли определить, следовала ли производственная команда тому, что было согласовано в разделе «планирование и применение». Строительство замка началось в сентябре, вскоре после этого рядом соорудили шатры и деревянные дополнения.

## Реакция

### Рейтинги
«Сломленного человека» посмотрели 7,80 миллионов американских зрителей во время оригинального показа, что стало значительным ростом по сравнению с рейтингом предыдущей недели, 6,71 миллион зрителей у «Крови моей крови», снижение, которое объясняется выходным в честь Дня памяти в США.

### Реакция критиков
«Сломленный человек» получил положительные отзывы от критиков, которые отметили долгожданное возвращение Сандора Клигана, введение новых персонажей, таких как Лианна Мормонт, и осаду Риверрана как яркие моменты эпизода. Он получил рейтинг 98 % на сайте Rotten Tomatoes на основе 60 отзывов, со средним рейтингом 7,8/10. Консенсус сайта гласит: «Возвращение долгожданных персонажей и введение некоторых резко прорисованных новичков не дают чувствовать, как будто „Сломленный человек“ является всего лишь настройкой для финала сезона».

### Награды
| Год  | Награда                  | Категория                                                    | Номинант(ы)                              | Результат | Прим.  |
| ---- | ------------------------ | ------------------------------------------------------------ | ---------------------------------------- | --------- | ------ |
| 2016 | Творческая премия «Эмми» | Лучшая работа художника-постановщика в фэнтезийной программе | Дебора Райли, Пол Гирардани, Роб Кэмерон | Победа    | [ 27 ] |